# Hermann Jónasson

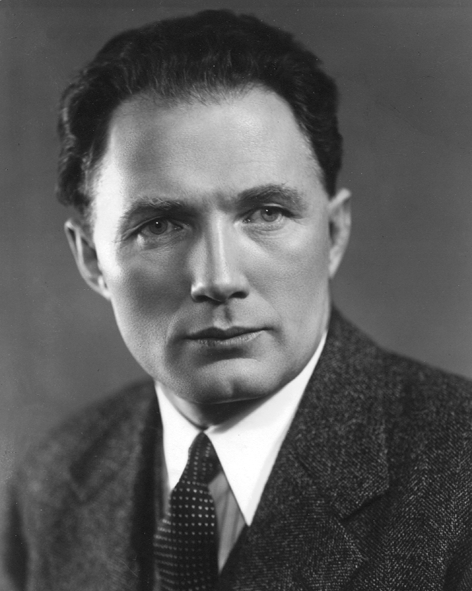
Hermann Jónasson

Hermann Jónasson (Reykjavik, 25 december 1896 - 22 januari 1976) was een IJslands politicus voor de (liberale agrarische) Progressieve Partij, waarvan hij voorzitter was van 1944 tot 1962.
Hermann Jónasson was tweemaal premier van zijn land. Een eerste maal van 1934 tot 1942. In deze regering was hij ook minister van justitie en daarnaast ook minister van landbouw in 1941-1942.  In de jaren voor de Tweede Wereldoorlog stond IJsland diplomatiek onder druk zowel van het Verenigd Koninkrijk als van nazi-Duitsland. Na het begin van de oorlog en de bezetting van Denemarken door de Duitsers, vertroebelden de betrekkingen tussen beide landen en nam IJsland de volledige controle over voor zijn buitenlandse relaties, die voordien werden waargenomen door Denemarken. Het Verenigd Koninkrijk bezette daarop IJsland in mei 1940.
Hermann Jónasson was een tweede maal premier van 1956 tot 1958, nadat zijn Progressieve Partij en de sociaaldemocratische partij vóór de verkiezingen een alliantie hadden gevormd  tegen de conservatieve Onafhankelijkheidspartij. De alliantie vormde een coalitieregering met de "Volksalliantie", waardoor  de eerste linkse IJslandse regering het licht zag. Deze regering werd echter gewantrouwd door de Verenigde Staten en door de NAVO-partners. 
Hermann Jónasson was de vader van de latere premier Steingrímur Hermannsson.